# Альварес, Фернандо
Ферна́ндо Анто́нио А́льварес Амадо́р (исп. Fernando Antonio Álvarez Amador; род. 24 августа 2003, Нью-Йорк, Нью-Йорк) — колумбийский футболист, защитник клуба «Клёб де Фут Монреаль».

## Клубная карьера
Альварес — воспитанник мексиканского клуба «Пачука». В 2021 году он попал в заявку команды на сезон.
28 июля 2023 года Альварес перешёл в клуб MLS «Клёб де Фут Монреаль», подписав контракт до конца 2025 с опциями продления на сезоны 2026 и 2027. За канадский клуб он дебютировал 2 сентября в матче против «Коламбус Крю», заменив в перерыве между таймами Усмана Джабанга. 10 марта 2024 года в матче против «Интер Майами» он забил свой первый гол в MLS.

## Международная карьера
В начале 2023 года в составе молодёжной сборной Колумбии Альварес принял участие в домашнем молодёжном чемпионате Южной Америки. На турнире он сыграл в матчах против команд Эквадора, Уругвая, Венесуэлы, Парагвая и Бразилии.
В том же году Альварес принял участие в молодёжном чемпионате мира в Аргентине. На турнире он сыграл в матчах против сборных Израиля, Японии, Словакии и Италии.